# Винсент, Ронда
Ронда Винсент (род. 13 июля 1962) — американская блюграсс-певица, музыкант и автор песен. Обладательница премии «Грэмми» за лучший блюграсс-альбом.

## Биография
Родилась 13 июля 1962 года в Керксвилле, штат Миссури, США.
С ранних лет начала заниматься музыкой. В 1970-х годах стала участницей группы The Sally Mountain Show.
В середине 1980-х годов начала сольную карьеру. В 1988 году выпустила дебютный альбом «New Dreams and Sunshine».
Сотрудничала с такими исполнителями как Долли Партон, Алан Джексон, Таня Такер, Элисон Краусс и другими.
В феврале 2014 года её альбом «Only Me» возглавил чарт «Billboard 200».
Имеет 1 победу и 6 номинаций на премию «Грэмми».

## Награды
| Год  | Награда | Категория                                     | Работа                            | Результат |
| ---- | ------- | --------------------------------------------- | --------------------------------- | --------- |
| 2004 | Грэмми  | Лучший блюграсс-альбом                        | One Step Ahead                    | Номинация |
| 2006 | Грэмми  | Лучший блюграсс-альбом                        | Ragin' Live                       | Номинация |
| 2007 | Грэмми  | Лучший блюграсс-альбом                        | All American Bluegrass Girl       | Номинация |
| 2007 | Грэмми  | Лучшее совместное кантри-исполнение с вокалом | Midnight Angel (с Бобби Осборном) | Номинация |
| 2010 | Грэмми  | Лучший блюграсс-альбом                        | Destination Life                  | Номинация |
| 2015 | Грэмми  | Лучший блюграсс-альбом                        | Only Me                           | Номинация |
| 2018 | Грэмми  | Лучший блюграсс-альбом                        | All The Rage: Volume One          | Победа    |